# Sjupen
Sjupen är en sjö i Lindesbergs kommun i Västmanland och ingår i Norrströms huvudavrinningsområde. Sjöns area är 0,04 kvadratkilometer och den befinner sig 97 meter över havet.